# ترسیم نقطه‌ای (آمار)

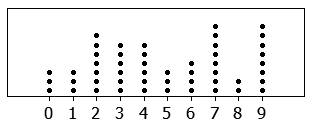
ترسم نقطه‌ای با ۵۰ مقدار تصادفی از ۰ تا ۹.

نمودار نقطه‌ای یا ترسم نقطه‌ای نمودار آماری متشکل از نقاط داده‌است که در مقیاسی تا اندازه‌ای ساده رسم شده‌اند، به‌طور معمول از دایره‌های پُر شده استفاده می‌شود. دو نمودار مشترک، در عین حال بسیار متفاوت، از نمودار نقطه وجود دارد. اولین مورد در نمودارهای دستی (دوران پیش از رایانه) برای به تصویر کشیدن توزیع‌های مربوط به سال ۱۸۸۴ استفاده شده‌است. نسخه دیگری توسط ویلیام اس کلیولند به عنوان جایگزینی برای نمودار میله‌ای توصیف شده‌است، که در آن از نقاط برای نشان دادن مقادیر کمی (به عنوان مثال تعداد) مرتبط با متغیرهای قیاسی استفاده می‌شود.

## سایر مراجع
- واید سی و سِبِر جیی (2000) Chance Encounters: اولین دوره در تجزیه و تحلیل و استنباط داده‌ها جان ویلی و پسران.شابک ‎۰−۴۷۱−۳۲۹۳۶−۳شابک 0-471-32936-3